# Benk, Szabolcs-Szatmár-Bereg
Benk  este un sat în districtul Záhony, județul Szabolcs-Szatmár-Bereg, Ungaria, având o populație de 447 de locuitori (2011). 

## Demografie
Componența etnică a satului Benk
     Maghiari (97,12%)
     Romi (2,88%)
Componența confesională a satului Benk
     Reformați (79,64%)
     Romano-catolici (5,82%)
     Greco-catolici (1,57%)
     Necunoscută (12,3%)
     Fără religie (0,67%)
     Alte religii (1,57%)
Conform recensământului din 2011, satul Benk avea 447 de locuitori. Din punct de vedere etnic, majoritatea locuitorilor (97,12%) erau maghiari, cu o minoritate de romi (2,88%).  Din punct de vedere confesional, majoritatea locuitorilor (79,64%) erau reformați, existând și minorități de romano-catolici (5,82%) și greco-catolici (1,57%). Pentru 12,3% din locuitori nu este cunoscută apartenența confesională.